# F2c
f2c برنامه ای برای تبدیل Fortran 77 به کد C است که در آزمایشگاه های بل توسعه یافته است. برنامه مستقل f2c بر اساس هسته اولین کامپایلر Fortran 77 کامل اجرا شد، برنامه "f77" توسط فلدمن و وینبرگر طراحی شده است. از آنجا که کامپایلر f77 برای تکمیل مرحله نهایی کامپایلر خود به زبان C نوشته شده بود و به انتهای کامپایلر C متکی بود ،  آن و مشتقات آن مانند f2c بسیار قابل حمل تر از کامپایلرهایی هستند که مستقیماً کد ماشین تولید می کنند.
برنامه f2c به عنوان یک نرم‌افزار رایگان منتشر شد و متعاقباً به یکی از رایج ترین ابزارها برای گردآوری کد Fortran در بسیاری از سیستم هایی که کامپایلر های بومی Fortran در دسترس نبوده یا گران بودند تبدیل شد. چندین کتابخانه بزرگ Fortran، مانند LAPACK، از طریق تبدیل با f2c به عنوان کتابخانه C در دسترس قرار گرفت. برنامه f2c همچنین در توسعه کامپایلر GNU g77 که از نسخه اصلاح شده کتابخانه های زمان اجرا f2c استفاده می کند، تأثیرگذار بود.